# San Vitale (Roveré Veronese)
San Vitale in Arco (detto comunemente solo San Vitale, San Vidàl in veneto) è una frazione del comune di Roveré Veronese da cui dista poco più di un chilometro.

## Il paese
L'abitato si trova fra il Monte Purghestal (m 945) e il Monte Fieni (m 941). 
Attraverso il paese passa  una strada che un tempo aveva molta importanza per la Lessinia, la cosiddetta “Via da Verona” che partendo da Montorio si congiungeva con la "Via Cara” o “Via Vacàra”. Nel “Campion delle strade” del 1500 la “Via da Verona” figura come “Strada dei Carbonari” vale a dire la strada che percorrevano i carbonai che portavano il carbone in città. Quella del carbone era infatti una delle attività tipiche della Lessinia.
Il centro del paese è tutto raccolto in una piccola piazza, tutt'intorno alla chiesa.

## Il toponimo
Il paese prende il nome da San Vitale santo “contadino”, martire insieme con San Agricola.
La scoperta del toponimo originale del paese, riporta indietro la denominazione di settecento anni.Infatti un tempo il paese era conosciuto come San Vitale in Arcè, in quanto gli studiosi affermavano che il termine «arce» indicava la cima del Monte Purghestal come sede di un castelliere preistorico.
Oggi, invece, la denominazione va corretta in San Vitale di Arco, con riferimento all'’antico possesso dei Conti d'Arco di Trento.

## Chiesa di San Vitale
La chiesa di San Vitale chiamata anche “San Vidal di Montagna” è  una delle più antiche comunità della Lessinia, se ne hanno notizie già prima del 1372.
La chiesa originale fu ampliata una prima volta nel XVII secolo il suo aspetto definitivo risale al secolo XVIII. L'interno ha un altare di stile barocco e alcune pale abbastanza pregevoli. 
La nuova comunità di San Vitale non riuscì mai a staccarsi, malgrado le continue e lunghe contese, dalla chiesa matrice di Roveré. Le conflittualità campanilistiche sorsero già dal Trecento, quando i capifamiglia di San Vitale innalzarono una chiesa, tutta loro, riconosciuta e consacrata da Fra' Giovanni di Monte Carmelo, ausiliare del vescovo di Verona, Pietro della Scala.

### Devozione religiosa
Nei secoli passati San Vitale era una delle mete più frequentate dalle processioni penitenziali che le varie parrocchie di origine cimbra svolgevano durante il corso dell'anno, soprattutto per impetrare la pioggia e la benedizione sui raccolti e sul bestiame: San Vitale, infatti, era considerato “Mercante di pioggia”. Fino a qualche anno fa era ancora viva l'usanza che in gennaio una processione, con partenza da Bosco Chiesanuova, raggiungesse San Vitale.